# Adolf Bodmer
Adolf Bodmer (Stein, 1 september 1903 - Trogen, 5 maart 1980) was een Zwitsers politicus.
Adolf Bodmer bezocht van 1919 tot 1924 de kantonschool te Trogen en studeerde daarna van 1919 tot 1924 natuurkunde aan de Universiteit Zürich. In 1929 werd hij leraar aan de Kantonschool (gymnasium) te Trogen waar hij gedurende een lange periode werkzaam was. Van 1937 tot 1948 was hij prorector van de Kantonschool.
Adolf Bodmer was lid van de Vooruitstrevende Burgerpartij (vanaf 1946 Vrijzinnig Democratische Partij van Appenzell Ausserrhoden geheten). Hij was van 1937 tot 1946 wethouder (Gemeinderat) te Trogen en van 1940 tot 1946 was hij burgemeester (Gemeindehauptmann) van die gemeente. Van 1948 tot 1961 was hij lid van de Regeringsraad van het kanton Appenzell Ausserrhoden. Hij beheerde de departementen Militaire Zaken (1948-1961), Onderwijs (1948-1951) en van Politie (1951-1961). Van 1951 tot 1954 en van 1956 tot 1959 was hij Regierend Landammann van het kanton Appenzell Ausserrhoden.
Adolf Bodmer was lid van de bestuursraden van de Nordostschweizerische Kraftwerke (NOK) en de Sankt Galler-Appenzeller Kraftwerke. Hij was ook voorzitter van de door hem opgerichte Oost-Zwitserse Skibond en erelid van verscheidene sportbonden.
Bodmer was een verklaard voorstander van het federalisme en de gemeenteautonomie.
Hij overleed op 76-jarige leeftijd, op 5 maart 1980 in Trogen.

## Voetnoten
1. ↑  De kantonsafdeling van de Vrijzinnig Democratische Partij in het kanton Appenzell Ausserrhoden